# Мірамічі
 Мірамічі  (англ. Miramichi) — місто в затоці Мірамічі в гирлі річки Мірамічі провінції Нью-Брансвік Канади. 18 129 мешканців на 2006 рік, щільність населення 102,9/км². Містом протікає річка Мірамічі (англ. Miramichi River).
Географічні координати: 47°1′21″ пн. ш. 65°30′32″ зх. д. / 47.02250° пн. ш. 65.50889° зх. д..

## Історія
Задовго до поселення європейців район міста Мірамічі був батьківщиною для представників індіанських народів мікмаків. Після відкриття європейцями Америки Мірамічі стали частиною французької колонії Акадії. Приблизно в 1648 році Ніколя Дені, Сьєр де Фронсак, заснував форт і торговельну станцію Форт Фронсак на Мірамічі. Цей заклад, очевидно, був побудований «на північному боці Мірамічі, на розвилках річки». 

## Уродженці
- Ліна Гіґбі — військова медсестра ВМС США, суперінтендантка корпусу медсестер
- Бред Мелоун (* 1989) — канадський хокеїст.